# Isländingaboken
Isländingaboken (isl. Íslendingabók) är ett historiskt isländskt verk, skrivet av prästen Ari Þorgilsson på 1130-talet eller något senare. Boken beskriver Islands historia från år 870 fram till år 1120. 
Boken har tolv kapitel enligt följande:
1. Om Islands bebyggande
2. Om landnamsmännen och lagens sättande
3. Om Alltingets instiftande
4. Om årens täljande
5. Om indelningen i fjärdingar
6. Om Grönlands bebyggande
7. Om hur kristendomen kom till Island
8. Om de utländska biskoparna
9. Om biskop Isleif
10. Om biskop Gissur
11. Biskopsätterna
12. Författarens ättartal

Isländingaboken beskriver hur Island först koloniserades, alltingets uppkomst, uppdelningen i jurisdiktioner, samt kristnandeprocessen. Därefter går boken över till att beskriva biskopars göranden och låtanden. Ari slutar denna beskrivning med sin genealogi som han härleder till svenska, engelska och turkiska kungar. 
Tidpunkten när något inträffar, beskrivs i termer av samtida händelser, till exempel "vid samma tid som då Ragnar Lodbroks son Ivar lät dräpa anglerkungen Edmund den helige" eller "Då var Gregorius septimus påve".
Om kristendomens införande säger Isländingaboken bland annat: "Þat mon verða satt, es vér slítum í sundr lögin, at vér monum slíta ok friðinn" (Översatt: "Det torde vara sant, att om vi sliter lagen i två delar, då sliter vi ock freden." Detta betyder att alla måste konvertera till kristendomen, eftersom det annars skulle bli slitningar mellan kristna och hedningar.
Ursprunget till Isländingaboken är en gammal pergament-codex som gick förlorad i Danmark vid mitten 1600-talet. Det finns två avskrifter, båda utförda av prästen Jón Erlendsson i Villingaholt (nu Flói) (död 1672). Isländingaboken trycktes först i Skálholt år 1688.
Isländingaboken är översatt till svenska av Åke Ohlmarks (1962), och ingår i del 1 av volymen "De isländska sagorna" (även om den inte i egentlig mening räknas till Islänningasagorna).